# Mercedes 15/20 PS
La 15/20 PS è un'autovettura di fascia alta prodotta tra il 1905 al 1915 dalla Casa automobilistica tedesca Daimler Motoren Gesellschaft per il suo neonato marchio Mercedes. Il periodo di produzione indicato comprende anche le due evoluzioni 10/20 PS e 10/25 PS.

## Profilo e caratteristiche
La 15/20 PS va a sostituire la Mercedes 12/16 PS, rispetto alla quale propone una meccanica più raffinata, soprattutto per quanto riguardava il propulsore, un 4 cilindri in linea da 2610 cm³, più piccolo quindi del 2.9 montato nella sua antenata. Il nuovo propulsore era però molto più raffinato e potente. Alimentato da un carburatore con valvola a saracinesca. Si trattava di un motore con distribuzione a valvole d'aspirazione in testa e valvole di scarico laterali. La potenza massima di tale propulsore raggiungeva 25 CV, oltre il doppio della potenza massima del motore che equipaggiò a suo tempo la 12/16 PS.

La velocità massima era di 65 km/h.

Per completare il quadro tecnico di questa vettura, vale la pena aggiungere che dal punto di vista telaistico, la 15/20 PS manteneva la classica soluzione del telaio in lamiera d'acciaio stampata. A tale struttura erano fissate le altrettanto classiche sospensioni ad assale rigido con molle a balestra, l'impianto frenante a ceppi, con freno a mano a ganasce d'espansione, e la trasmissione a cardano. Il cambio era a 4 marce.

Nel 1909, la vettura cambiò nome e divenne 10/20 PS, con pochi aggiornamenti tecnici di dettaglio. 

Analogamente nel 1912, la 10/20 PS cambiò a sua volta denominazione in 10/25 PS, anche qui con poche modifiche tecniche.

Nel 1915 venne costruita l'ultima Mercedes 10/25 PS: l'eredità venne raccolta nello stesso anno dal modello 12/32 PS.